# 아름다운재단
아름다운재단은 대한민국의 재단법인이다. 건전한 기부 문화 조성을 목표로 특정 개인이나 기업, 종교기관의 영향 없이 시민들의 참여로 설립되었다.
시민운동으로 활발한 사회참여를 해왔던 변호사 박원순이 중심이 되어 2000년 8월에 창립되었다.
동아일보와 공동으로 아름답게 돈쓰기 운동을 전개하고 이듬해에는 대한민국 6개 포탈 사이트와 공동으로 "함께 나누는 세상만들기" 온라인 캠페인을 전개하는 등 언론사와 연합한 캠페인을 벌여왔다. 연예인이나 정치인들의 참여도 적지 않다. 2002년에 서울특별시장 이명박이 등불기금을 조성하고 2003년에는 배우 장서희가 출연료의 1%를 기부했다. 스포츠 선수 하인즈 워드는 다민족 가정 아동을 위한 하인즈 워드 기금을 아름다운재단에 설립 했으며, 일본군위안부 피해자인 김군자, 태평양 설립자인 서성환의 기부 도 언론의 조명을 받았다.
아름다운재단은 사회문제를 창의적으로 해결하는 공익활동을 발굴해 지원한다. 공익인권법재단 '공감', 나눔과 순환의 '아름다운가게', 온라인 기부포털 '해피빈'을 인큐베이팅하면서 공익의 저변을 넓히고 있다. 제도의 사각지대에 놓인 이웃을 찾아 지원하고, 사회적 돌봄에 초점을 둔 대안을 제시하고 있다. 미래세대의 다양하고 창의적인 활동 지원, 기부문화 연구와 교육, 나눔교육 등을 진행 중이다.    
아름다운재단은 국내 최초로 개인과 가족, 기업들이 조성한 기금을 운영하고 있으며, 돈, 재능, 전문성 등 자신이 가진 1%를 나누는 시민들이 함께 참여하고 있다.
본부는 서울 종로구 옥인동에 있고, 이사장은 한찬희(전 딜로이트 안진회계법인 부회장)이다. (2021년 기준)  

## 연혁
- 1999년 :

아름답게 돈쓰기 운동 기획과 아름다운재단 설립 제안
- 2000년 :

창립총회 개최
- 2001년 :

제1회 국제기부문화 심포지움 개최, 아름다운재단 로고 및 심볼 확정, 첫 기금 배분사업 실시, 민들레 문화상 수상
- 2002년 :

아름다운 1% 100인위원회 발족
- 2003년 :

상속문화 확산 지원 위한 “연꽃기금” 조성, 한국TV카메라 기자협회 “굿뉴스메이커”상 수상
- 2004년 :

공익법률 지원을 위한 공익변호사 모임 공감 발족, 저소득 한부모여성가장 창업지원을 위한 아름다운세상 기금 지원 '1호가게 미재연' 개업, 나눔 중개 및 긴급지원원을 위한 “나눔의복덕방”사업 전개, 유언컨설팅 위원회 구성 및 위촉, 기부문화 연구를 위한 기부문화연구소 개소, 나눔세대를 키우기 위한 나눔교육 캠페인 전개
- 2005년 :

1% 기획배분을 통한 시민단체 지원, 공익포털사이트 해피빈 오픈, 해외 모금전문가 초정 워크숍 개최, 나눔교육 교사연수, 나눔교육 사업 실시, 신한카드 ‘대한민국을 대표하는 아름다운 30인’상 수상
- 2006년 :

박원순 총괄상임이사 막사이사이상 공공봉사 부문 수상, “당신을 시민모금가로 모십니다” 시민모금가, ‘아름다운북’ 출판등록, 시민과 함께 성장하는 "풀뿌리시민운동사례" 공모
- 2007년 :

나눔교육센터 개소, 시민모금가 전용 블로그 “나눔IN” 오픈, 기획캠페인 “책날개를 단 아시아” 실시, 연말캠페인 “돼지잡는 날” 실시, 아름다운재단 1%사업팀 피터드러커소사이어티 사회책임부문 최우수상 수상
- 2008년 :

"우토로살리기 마지막 희망모금" 캠페인 전개, 다문화사회 인식개선을 위한 “책날개를 단 아시아 Season2” 캠페인 실시, 시민참여의 나눔문화 확산을 위한 “꿈을 담은 모금함-무지개상자” 캠페인 실시
- 2009년 :

한양대학교 70주년기념 비영리마케팅 국제심포지엄 "비영리마케팅을 통한 성공적 모금전략", 희망가게 50호점 기념 심포지엄 "착한 자본과 새로운 시도", 특별기획 심포지엄 "이른둥이(미숙아) 지원환경 및 미래 전망", 제9회 국제기부문화심포지엄‘GIVING KOREA 2009’, 제 2회 비영리컨퍼런스 "희망적 모금 해법, 바로 여기에!", 기부문화총서 4권 "모금이 세상을 바꾼다" 발간, 인디애나주립대학재단CEO 템펠박사 특별강연회 "경제위기를 적극적 모금의 기회로!", 기부 활성화를 위한 세법제도 개선 토론회, 한겨레와 함께하는 나눔꽃 캠페인, 선생님과 함께 만드는 나눔의 교실 '아름다운 나눔학급 만들기', 1트윗1원#1원의행복, 트위터를 통한 최초의 나눔캠페인, 세상을 바꾸는 만원의 나비효과, 풀뿌리 지역공동체와 공익사업을 지원을 위한 "희망은 지지 않습니다", 착한소비 당신이 '기부천사'
- 2010 :

창립 10주년 기념 행사 〈단추수프축제〉, 창립 10주년 기념 컨퍼런스 〈아무도 대답하지 않았던 나눔에 관한 질문들〉, 방학 중 결식아동 급식비 지원사업 〈결식0제로〉캠페인 전개, 동아일보 언론캠페인 〈한국의 레인메이커를 찾아서〉 전개, 나눔교육 〈어린이 나눔클럽〉
- 2011 :

기부문화연구소 기획연구 〈고령화 사회를 대비한 계획기부 연구〉, 일본지진 피해주민을 돕는 〈1004엔〉캠페인 전개, 한부모 여성가장 창업지원사업 〈희망가게 100호점 기념 사진전〉, 시사주간지 시사인 언론캠페인 〈나는반대합니다〉 전개, 제11회 국제기부문화심포지엄 〈Giving Korea 2011〉
- 2012 :

기부문화연구소 기획연구 〈기부활성화를 위한 법제 개선안 연구〉, 〈국내 민간 공익재단 기초연구〉, 청소년 나눔토크콘서트 〈여우와 장미〉, 공익프로젝트를 위한 온라인 펀딩 플랫폼 〈소셜펀딩 개미스폰서〉 오픈, 폭염, 홀로 사는 어르신을 위한 〈無더위〉 캠페인 전개, 아동생활시설 아동, 청소년 급식비 현실화를 위한 〈나는반대합니다〉 캠페인 전개, 비영리단체 내부 진단과 역량 강화를 위한 프로젝트, 비영리 온라인 커뮤니케이션 워크숍
- 2013 :

아름다운재단, 〈제19회 한국윤리경영대상〉 수상, 제13회 기부문화심포지엄 〈기빙코리아2013〉, ‘성실공익법인 지정확인제도 도입에 따른 대응연구 외’ 기부문화연구소 기획연구 발표, 기부문화총서7 〈브랜드레이징•비영리단체의 브랜드마케팅 노하우 A to Z〉 발간, 어린이 나눔교육 〈제10회 어린이 나눔캠프〉, 시설 퇴소 아동 자립 위한 〈열여덟 어른의 자립정착꿈〉 캠페인, 홀로 사는 어르신을 위한 〈2013 無더위 시즌2〉 캠페인, 아이들의 불평등한 식판에 반대합니다! 〈나는반대합니다 시즌2〉 캠페인, 희망가게 10주년 기념 행사 〈세상을 바꾸는 아름다운 여성〉, 〈다솜이작은숨결살리기 지원사업 성과와 과제〉 연구 진행   
- 2014 :

손해배상가압류로 고통 받는 근로자와 가족들의 생계,의료비 지원 〈노란봉투캠페인〉, 세월호 참사의 사회적 기록과 치유 인프라 구축을 위한〈기억0416캠페인〉, 기부문화 석박사 연구 지원사업 시작, 제14회 기부문화심포지엄〈기빙코리아2014〉, ‘모금 실무자의 윤리적 딜레마 경험에 관한 연구’ 등 기부문화 기획연구 발표회, 다솜이작은숨결살리기 〈2014 다솜이희망산타〉 진행, 기부문화도서 기증을 통한 서울도서관 ‘나눔문화컬렉션’ 개설
- 2015 :

정기기부 1%다달나눔 〈꾸준하다〉 캠페인 전개, 청소년 나눔교육 〈반디〉 시작, 기부문화총서8 〈기부자의 7가지 얼굴〉 발간, 무장애통합놀이터 〈꿈틀꿈틀 놀이터〉 건립, 아름다운재단 15주년 기념행사 〈우리가 틔운 변화의 싹〉, 생애주기기부 〈아름다운Day〉 시작, 주거취약계층 지원 〈집에 가고싶다〉 캠페인, '비영리 모금활동의 윤리적 풍토' 등 〈기획연구 발표회〉개최

## 주요 모금사업
- “1%나눔” ‘세상에 나눌 수 없는 것은 없습니다.’는 슬로건 아래 펼쳐진 아름다운재단의 대표적 나눔운동이다. 유산의 1%, 월급의 1%, 매출의 1% 등 자신이 나눌 수 있는 것의 1%를 나누는 시민들이 활발한 참여로 진행됐다. 일상의 기부, 소액 다수 기부로 우리 사회 기부 문화의 새로운 저변을 확대한 계기가 되었다.

- “캠페인 모금” 에너지 복지, 다문화 인식 개선, 재일 조선인 거주권 보장, 보육시설 식비 인상, 근로자 손배가압류 문제 등 우리사회 도움이 필요한 사회 문제들을 이슈화하는 다양한 캠페인을 진행해왔다. 정기·일시기부를 통해 모인 기부금은 긴급 지원과 제도 개선을 위한 정책 제언 등에 쓰이고 있다.

- “생애주기기부 아름다운Day” 생애주기 속 특별한 날을 기념하기 위한 기부 프로그램이다. 돌기념 기부, 결혼기념 기부를 비롯해 태명 기부, 탄생/백일기념 기부, 생일기념 기부, 추모 기부, 유산 기부, 나만의 기념일 기부 등 다양하게 진행하고 있다.

## 지리산 작은변화지원센터
지리산 작은변화지원센터는 2018년 ‘아름다운재단’과 ‘사회적협동조합 지리산이음’이 함께 설립하여 운영하고 있다. ‘아름다운재단’은 수도권-지방 간 불균형과 불평등 문제, 한국사회의 공익활동의 저변 확대를 위해 지역에서의 변화가 필요하다는 데 주목하였으며 지역사업을 추진하고 있다. ‘지리산이음’은 협동과 연대, 참여와 자치에 기반한 지역 공동체 활성화를 지원하고, 지리산에서 새로운 실험들과 대안적 삶의 가치들이 퍼져나갈 수 있도록 기반을 조성하기 위해 설립된 사회적협동조합이다. 두 단체의 뜻이 모여 설립된 지리산 작은변화지원센터는 지리산권(구례, 남원, 산청, 하동, 함양) 지역사회의 활동주체를 발굴하고 그들 간의 네트워킹을 지원하며 활동가 역량강화 사업을 통해 공익 활동의 저변이 지역에서부터 일어날 수 있도록 지역의 다양한 활동을 지원하고 있다.

## 희망가게
희망가게는 아름다운재단의 지원을 받아 창업을 하고, 사업을 이어가는 대한민국의 사업체이다. 아모레퍼시픽 창업주였던 서성환의 유가족은 2003년 6월, 고인의 유산 일부를 아름다운재단에 기부하여 아름다운세상기금을 조성했다. 아름다운재단은 아름다운세상기금을 기반으로 한부모 여성 가장에게 마이크로 크레딧(무보증 소액 대출) 형태의 창업자금을 지원하고 있다. 이 사업은 창업을 통해 한부모 여성 가장이 경제적으로 자립하는 것을 목적에 두고 있다.

## 아름다운재단 기부문화연구소
아름다운재단 기부문화연구소는 2004년 5월 개소한 한국 최초의 기부문화 전문연구소로서 한국사회에 기부문화가 단단히 뿌리내리도록 기부와 관련된 과학적이고 체계적인 연구, 정확한 통계자료, 기부 선진국의 풍부한 사례들을 제공하는 나눔의 지식창고이다. 아름다운재단 기부문화연구소는 연구 및 조사, 교육, 출판, 정보 교류를 통하여 기부문화의 질적 향상을 이루고 비영리단체 실무자들의 전문 역량 강화를 위한 다양한 활동을 한다. 대표사업으로는 한국인의 개인기부지수와 사회공헌지수를 연구발표하는 국제기부문화심포지엄 기빙코리아를 매년 개최하여 Giving Index를 발표하고있으며, 기부문화확산을 위한 기획연구를 수행하고있다. 모든 연구자료는 기부문화연구소에서 다운받을 수 있다.

### 국제기부문화심포지엄 '기빙코리아'
아름다운재단 기부문화연구소는 매년 국제기부문화심포지엄 Giving Korea를 개최한다. Giving Korea는 일반 시민과 국내외 전문가가 함께 모여 기부관련 연구조사의 결과와 최신 트렌드에 대해 논의하며 한국사회에 창의적이고 성숙한 기부문화 확산 방안을 모색하는 자리이다. 기빙코리아에서 격년으로 다루어지는 개인기부문화와 기업사회공헌이다. 기부에 대하여 한국을 대표하는 이 연구조사는 기부문화 확산을 위한 정책 마련의 기초자료로 활용되고 있으며, 연구조사의 결과는 매년 Giving Korea에서 발표된다. 이 자료는 영어로도 번역출판되어 해외에도 소개되고있다.
- Giving Korea 2001 한국, 일본, 영국의 기부문화 현황 (법제적, 모금적, 세제적 측면)
- Giving Korea 2002 아름다운 제휴 - 기업과 NGO간의 파트너십을 통한 사회공헌활동
- Giving Korea 2003 성공적인 기업사회공헌을 위한 전략적 접근
- Giving Korea 2004 선진적인 모금문화 정착을 위한 제언
- Giving Korea 2005 새로운 패러다임을 향한 기업의 사회적 책임과 경쟁력
- Giving Korea 2006 미래세대를 나눔의 세대로 키우기 위한 전략
- Giving Korea 2007 2020 기업사회공헌 전망
- Giving Korea 2008 기빙, 한자리에 모이다 - 미국,호주,일본,네덜란드,영국의 기부현황
- Giving Korea 2009 경제환경변화에 대응하는 기업사회공헌의 새로운 패러다임
- Giving Korea 2010 기부문화, 길을 묻다 - 10년의 기부문화 추이분석과 기부트렌드2020
- Giving Korea 2011 기업사회공헌의 새로운 프레임워크
- Giving Korea 2012 기부문화발전의 첫걸음, 국제 비교 지수로서의 기빙인덱스 발전방안
- Giving Korea 2013 한국 기업사회공헌 성장을 위한 두 개의 도전
- Giving Korea 2014 한국기부의 재발견 - 곗돈부터 유산까지
- Giving Korea 2015 한국 기업사회공헌, 10년의 변화

### 기획연구
[기획연구1] 기부문화활성화를 위한 세법제도 개선 토론회(2009)

[기획연구2] 부유층 기부문화활성화를 위한 연구(2009)

[기획연구3] 계획기부 도입을 위한 연구발표 세미나(2010)

[기획연구4] 나눔과 기부문화 활성화를 위한 공익신탁법제 개선 심포지엄(2010)

[기획연구5-1] 국내 민간 공익재단 기초연구(2012)

[기획연구5-2] 기부활성화를 위한 법제 개선 연구(2012)

[기획연구6] 성실공익법인 지정확인제도 도입에 따른 대응연구 외 (2013)

[기획연구7] 필란트로피(Philanthropy)란 무엇인가 외(2014)

[기획연구8] 옳은 일을 더 올바르게, 비영리 투명성의 진화(2015)

## 공익변호사모임 공감
공익변호사모임 공감은 공익법 개선과 공익 활동을 위해 설립되었다. 공익인권 관련 시민 단체나 업무를 위해 변호사 인력을 파견하고 있으며, 소수자 인권 및 사회적 약자층을 위해 변호사 구성원이 법률 소송 업무를 지원을 전업으로 하고 있다. 이주노동자 차별적 제도, 관행에 대한 기획소송 및 장애인, 성적소수자, 난민 등의 법적 지원을 주요 업무로 하고 있다. 2003년 12월부터 아름다운재단 산하에서 활동하다가 2012년 12월에 독립하여 공익인권법재단 공감으로 명칭을 변경하였다.

## 같이 보기
- 해피빈